# Tongchuan
För andra betydelser, se Tongchuan (olika betydelser).
Tongchuan är en stad på prefekturnivå i Shaanxi-provinsen i nordvästra Kina. Den ligger omkring 110 kilometer norr om provinshuvudstaden Xi'an.

## Administrativ indelning
Själva staden Tongchuan indelas i tre stadsdistrikt, medan den intilliggande landsbygden organiserats i ett härad:
- Stadsdistriktet Yaozhou - 耀州区 Yàozhōu qū ;
- Stadsdistriktet Wangyi - 王益区 Wángyì qū ;
- Stadsdistriktet Yintai - 印台区 Yìntái qū ;
- Häradet Yijun - 宜君县 Yíjūn xiàn.

## Klimat
Genomsnittlig årsnederbörd är 717 millimeter. Den regnigaste månaden är juli, med i genomsnitt 164 mm nederbörd, och den torraste är december, med 2 mm nederbörd.